# Anna Korsun
Anna Korsun (ukrainisch Анна Корсун; * 1986 in Donezk) ist eine in Deutschland lebende ukrainische Sängerin, Pianistin, Organistin, Dirigentin, Komponistin und Hochschullehrerin. Ihre Werke, die oft menschliche Stimmen, traditionelle Instrumente und elektronische Musik mit theatralischen Elementen verbinden, wurden bei bedeutenden europäischen Festivals aufgeführt.

## Leben
Anna Korsun wurde in Donezk geboren. Sie studierte an der Nationalen Musikakademie der Ukraine „Peter Tschaikowski“ von 2005 bis 2009, mit dem Abschluss Bachelor of Arts, dann an der Hochschule für Musik und Theater München bei Moritz Eggert von 2010 bis 2012, wo sie mit dem Master of Arts abschloss. Sie trat als Sängerin, Pianistin, Organistin und Dirigentin auf. Ihre Kompositionen bringen die menschliche Stimme und traditionelle Instrumente mit elektronischen Mitteln in Verbindung. Sie bezieht Elemente von Theater, Video und Choreographie in ihre Werken ein.
Korsun veranstaltete Konzertreihen wie Evening of Low Music in München, 6+1, mit Vokalmusik, in Moskau und Kiew, und Ereignishorizont, mit Orgelmusik, in Köln. Ihre Werke wurden bei verschiedenen europäischen Festivals aufgeführt, zum Beispiel beim Warschauer Herbst und bei Musica Viva in Lissabon, beim Musikfest der Münchner Gesellschaft für Neue Musik (MGNM) sowie im Rahmen der Darmstädter Ferienkurse und der Stockhausen-Konzerte und -Kurse in Kürten. Sie verwirklichte Projekte unter anderen mit Neue Vocalsolisten Stuttgart, dem SWR Vokalensemble Stuttgart, Ensemble Modern, an der Bayerischen Theaterakademie August Everding, mit den Thüringer Symphonikern und der Baltic Sea Philharmonic.
Korsun wurde mit dem Stipendium der Villa Massimo in Rom 2018 ausgezeichnet. Sie war Fellow of Composition für die Festivals Akademie Schloss Solitude (2014) und Schloss Wiepersdorf (2021). Sie lehrt seit 2018 am Conservatorium van Amsterdam und gibt Meisterklassen.
In der Jurybegründung zum Open Ear Award (2018, Amsterdam) hieß es, Korsuns Kompositionen sei eine unmittelbare Wirkung eigen, ohne dass sie je ins Melodramatische oder Sentimentale abglitten. Ihre Arbeit als Komponistin profitiere stark von ihrem Können und ihrer Erfahrung als Sängerin, auch von ihrer Fähigkeit, neue Klänge und Geräusche hervorzubringen. Timing sei eine ihrer größten Stärken. Die Präsenz einer doch jungen Künstlerin, die ihren Weg dermaßen kraftvoll verfolge, wurde abschließend als erfrischend und hoffnunggebend bezeichnet.

## Werk
Korsuns Werke Ulenflucht, die bei Schott veröffentlicht wurden und 2019 bei Wergo eingespielt wurden, erhielten den Preis der deutschen Schallplattenkritik. Diese Porträt-CD enthält fünf Kompositionen für 20 singende und spielende Performer. Der Titel bezieht sich auf die Abendstunde, in der die Eulen auffliegen. Ihr Stück Marevo für zwei Singende Sägen, zwei Geigen, zwei Celli und Klavier wurde vom Ensemble Modern bei den Wittener Tagen für neue Kammermusik 2020 aufgeführt. Das Ensemble spielte das Werk erneut in einem Benefizkonzert für die Ukraine in der Frankfurter Alten Oper.

## Auszeichnungen
- 2014: Kompositionspreis der Stiftung Gaudeamus[4]
- 2017: Preis der Christoph-und-Stephan-Kaske-Stiftung[14]
- 2018: Kunstpreis Berlin[4]
- 2018: Villa Massimo[1]
- 2018: Open Ear Award der Stiftung Trillende Lucht, Amsterdam[15]
- 2021: Preisträgerin beim impuls Wettbewerb Komponisten für 2023[16]